# Брукстон (Індіана)
Брукстон (англ. Brookston) — місто (англ. town) в США, в окрузі Вайт штату Індіана. Населення — 1631 особа (2020).

## Географія
Брукстон розташований за координатами 40°36′3″ пн. ш. 86°51′59″ зх. д. / 40.60083° пн. ш. 86.86639° зх. д. (40.600946, -86.866292).  За даними Бюро перепису населення США в 2010 році місто мало площу 1,70 км², уся площа — суходіл.

## Демографія
Згідно з переписом 2010 року, у місті мешкали 1554 особи в 624 домогосподарствах у складі 430 родин. Густота населення становила 916 осіб/км².  Було 695 помешкань (409/км²).
Расовий склад населення:
| - 98,0 % — білих - 0,2 % — азіатів - 0,1 % — вихідців з тихоокеанських островів - 0,1 % — корінних американців |

До двох чи більше рас належало 1,2 %. Частка іспаномовних становила 2,6 % від усіх жителів.
За віковим діапазоном населення розподілялося таким чином: 26,6 % — особи молодші 18 років, 61,5 % — особи у віці 18—64 років, 11,9 % — особи у віці 65 років та старші. Медіана віку мешканця становила 37,6 року. На 100 осіб жіночої статі у місті припадало 86,6 чоловіків;  на 100 жінок у віці від 18 років та старших — 85,5 чоловіків також старших 18 років.
Середній дохід на одне домашнє господарство  становив 49 315 доларів США (медіана — 44 453), а середній дохід на одну сім'ю — 58 601 долар (медіана — 57 604). За межею бідності перебувало 8,8 % осіб, у тому числі 4,2 % дітей у віці до 18 років та 13,5 % осіб у віці 65 років та старших.
Цивільне працевлаштоване населення становило 695 осіб. Основні галузі зайнятості: освіта, охорона здоров'я та соціальна допомога — 27,6 %, виробництво — 21,7 %, роздрібна торгівля — 11,8 %, науковці, спеціалісти, менеджери — 8,1 %.